# CA-TennisTrophy 2002
CA-TennisTrophy 2002 - чоловічий тенісний турнір, що проходив на закритих кортах з твердим покриттям Wiener Stadthalle у Відні (Австрія). Належав до серії International Gold в рамках Туру ATP 2002. Відбувсь удвадцятьвосьме і тривав з 7 до 13 жовтня 2002 року. Шостий сіяний Роджер Федерер здобув титул в одиночному розряді.

## Фінальна частина

### Одиночний розряд
Роджер Федерер —  Їржі Новак 6–4, 6–1, 3–6, 6–4
- Для Федерера це був 5-й титул за сезон і 8-й - за кар'єру.

### Парний розряд
Джошуа Ігл /  Сендон Столл —  Їржі Новак /  Радек Штепанек 6–4, 6–3
- Для Ігла це був 3-й титул за сезон і 5-й - за кар'єру. Для Столла це був єдиний титул за сезон і 22-й - за кар'єру.